# Campeonato Mundial de Esquí Acrobático de 2025
El XX Campeonato Mundial de Esquí Acrobático se celebró en la región de Engadina (Suiza) entre el 18 y el 30 de marzo de 2025 bajo la organización de la Federación Internacional de Esquí (FIS) y la Federación Suiza de Esquí. Paralelamente se realizó el XVI Campeonato Mundial de Snowboard.

## Medallistas

### Masculino
| Evento                     | Oro                                      | Plata                                 | Bronce                              |
| -------------------------- | ---------------------------------------- | ------------------------------------- | ----------------------------------- |
| Baches (19.03)             | Ikuma Horishima Japón 89,03              | Mikaël Kingsbury · Canadá · 82,68     | Jung Dae-Yoon Corea del Sur 81,76   |
| Baches en paralelo (21.03) | Mikaël Kingsbury · Canadá                | Ikuma Horishima Japón                 | Matt Graham Australia               |
| Halfpipe (30.03)           | Finley Melville Ives Nueva Zelanda 96,00 | Nicholas Goepper Estados Unidos 94,00 | Alex Ferreira Estados Unidos 92,50  |
| Salto aéreo (30.03)        | Noé Roth · Suiza · 143,31                | Quinn Dehlinger Estados Unidos 123,53 | Pirmin Werner · Suiza · 107,12      |
| Big air (29.03)            | Luca Harrington Nueva Zelanda 192,00     | Elias Syrjä · Finlandia · 184,25      | Birk Ruud · Noruega · 183,00        |
| Slopestyle (21.03)         | Birk Ruud · Noruega · 89,10              | Mac Forehand Estados Unidos 85,53     | Alexander Hall Estados Unidos 84,72 |
| Campo a través (21.03)     | Ryan Regez · Suiza                       | Tobias Müller · Alemania              | Ryo Sugai Japón                     |

### Femenino
| Evento                     | Oro                               | Plata                          | Bronce                              |
| -------------------------- | --------------------------------- | ------------------------------ | ----------------------------------- |
| Baches (19.03)             | Perrine Laffont Francia 77,92     | Hinako Tomitaka Japón 75,15    | Maïa Schwinghammer · Canadá · 74,92 |
| Baches en paralelo (21.03) | Jaelin Kauf Estados Unidos        | Tess Johnson Estados Unidos    | Anastasiya Gorodko · Kazajistán     |
| Halfpipe (30.03)           | Zoe Atkin Reino Unido 93,50       | Li Fanghui China 93,00         | Cassie Sharpe · Canadá · 88,00      |
| Salto aéreo (30.03)        | Kaila Kuhn Estados Unidos 105,13  | Xu Mengtao China 99,16         | Danielle Scott Australia 96,93      |
| Big air (29.03)            | Flora Tabanelli · Italia · 176,75 | Sarah Höfflin · Suiza · 170,75 | Anni Kärävä · Finlandia · 167,75    |
| Slopestyle (21.03)         | Mathilde Gremaud · Suiza · 85,65  | Lara Wolf · Austria · 73,33    | Megan Oldham · Canadá · 70,63       |
| Campo a través (21.03)     | Fanny Smith · Suiza               | Courtney Hoffos · Canadá       | Daniela Maier · Alemania            |

### Mixto
| Evento                             | Oro                                                                      | Plata                                                                          | Bronce                                                         |
| ---------------------------------- | ------------------------------------------------------------------------ | ------------------------------------------------------------------------------ | -------------------------------------------------------------- |
| Salto aéreo por equipos (27.03)    | Kaila Kuhn Quinn Dehlinger Christopher Lillis Estados Unidos 344,63 pts. | Anhelina Brykina · Olexandr Okipniuk · Dmytro Kotovsky · Ucrania · 312,35 pts. | Lina Kozomara · Noé Roth · Pirmin Werner · Suiza · 281,43 pts. |
| Campo a través por equipos (22.03) | Ryan Regez · Fanny Smith · Suiza                                         | Melvin Tchiknavorian Jade Grillet-Aubert Francia                               | Yanick Gunsch · Jole Galli · Italia                            |

## Medallero
| Núm. | País           | Oro | Plata | Bronce | Total |
| ---- | -------------- | --- | ----- | ------ | ----- |
| 1    | Suiza          | 5   | 1     | 2      | 8     |
| 2    | Estados Unidos | 3   | 4     | 2      | 9     |
| 3    | Nueva Zelanda  | 2   | 0     | 0      | 2     |
| 4    | Canadá         | 1   | 2     | 3      | 6     |
| 5    | Japón          | 1   | 2     | 1      | 4     |
| 6    | Francia        | 1   | 1     | 0      | 2     |
| 7    | Italia         | 1   | 0     | 1      | 2     |
| 7    | Noruega        | 1   | 0     | 1      | 2     |
| 9    | Reino Unido    | 1   | 0     | 0      | 1     |
| 10   | China          | 0   | 2     | 0      | 2     |
| 11   | Alemania       | 0   | 1     | 1      | 2     |
| 11   | Finlandia      | 0   | 1     | 1      | 2     |
| 13   | Austria        | 0   | 1     | 0      | 1     |
| 13   | Ucrania        | 0   | 1     | 0      | 1     |
| 15   | Australia      | 0   | 0     | 2      | 2     |
| 16   | Corea del Sur  | 0   | 0     | 1      | 1     |
| 16   | Kazajistán     | 0   | 0     | 1      | 1     |
|      | TOTAL          | 16  | 16    | 16     | 48    |